# Chaetodipterus zonatus
Chaetodipterus zonatus är en fiskart som först beskrevs av Charles Frédéric Girard, 1858.  Chaetodipterus zonatus ingår i släktet Chaetodipterus och familjen Ephippidae. IUCN kategoriserar arten globalt som livskraftig. Inga underarter finns listade i Catalogue of Life.